# Parafia Nawiedzenia Najświętszej Maryi Panny i św. Józefa w Krośnie
Parafia Nawiedzenia Najświętszej Maryi Panny i świętego Józefa w Krośnie – parafia rzymskokatolicka znajdująca się w archidiecezji warmińskiej, w dekanacie Orneta.